# Pomnik Cyryla Ratajskiego w Poznaniu
Pomnik Cyryla Ratajskiego w Poznaniu, przedwojennego prezydenta miasta. 

## Charakterystyka
Odsłonięty w dniu 23 kwietnia 2002 roku na Placu Andersa w centrum miasta, przed budynkiem Poznańskiego Centrum Finansowego o godz. 13.00. Odsłonięcia pomnika dokonali: wnuczka Cyryla Ratajskiego, p. Zofia Ratajska – Thaler, oraz prezydenci Ryszard Grobelny, Andrzej Wituski i Wojciech Szczęsny Kaczmarek. Arcybiskup Stanisław Gądecki pomnik, autorstwa Jana Kucza, poświęcił.
Podczas uroczystości wystawiona była Księga Pamiątkowa, w której znalazły się nazwiska sponsorów pomnika, a uczestnicy uroczystości i zaproszeni goście dokonali w niej pamiątkowych wpisów. Księga została zdeponowana w Muzeum Historii Miasta Poznania.
Przed głównymi uroczystościami, o godz. 10.00, odsłonięta została tablica pamiątkowa przy Placu Cyryla Ratajskiego, na ścianie budynku Izby Skarbowej